# Toots and the Maytals
Toots and the Maytals, initialement appelé The Maytals, est un groupe vocal de ska, rocksteady et de reggae, parmi les plus connus, d'origine jamaïcaine. The Maytals se sont formés au début des années 1960 et ont été une figure importante dans la popularisation de la musique reggae. Leur son est une combinaison unique et originale de musique gospel, ska, soul, reggae et de rock.
Le style vocal du leader Toots Hibbert a été comparé à celui d'Otis Redding, et lui a valu d’être nommé parmi les cent plus grands chanteurs par le magazine Rolling Stone. Leur titre de 1968 Do the Reggay a été la première chanson à utiliser le mot « reggae », donnant un nom au genre dans lequel se retrouvent de nombreux musiciens jamaïcains et le présentant ainsi à un public plus général,.

## Historique

### Formation et premier succès
Frederick « Toots » Hibbert, le leader du groupe, est né à May Pen, dans la paroisse de Clarendon en Jamaïque, en 1945, dernier d’une famille de sept enfants. Il grandit en chantant de la musique gospel dans la chorale de l’église. Il déménage à Kingston à la fin des années 1950. Il y rencontre Henry « Raleigh » Gordon et Nathaniel « Jerry » Mathias, avec lesquels il forme un groupe vocal en 1962, dont les premiers enregistrements ont été injustement attribués à « The Flames » et « The Vikings » au Royaume-Uni par le label Island Records.

### Les années 1960

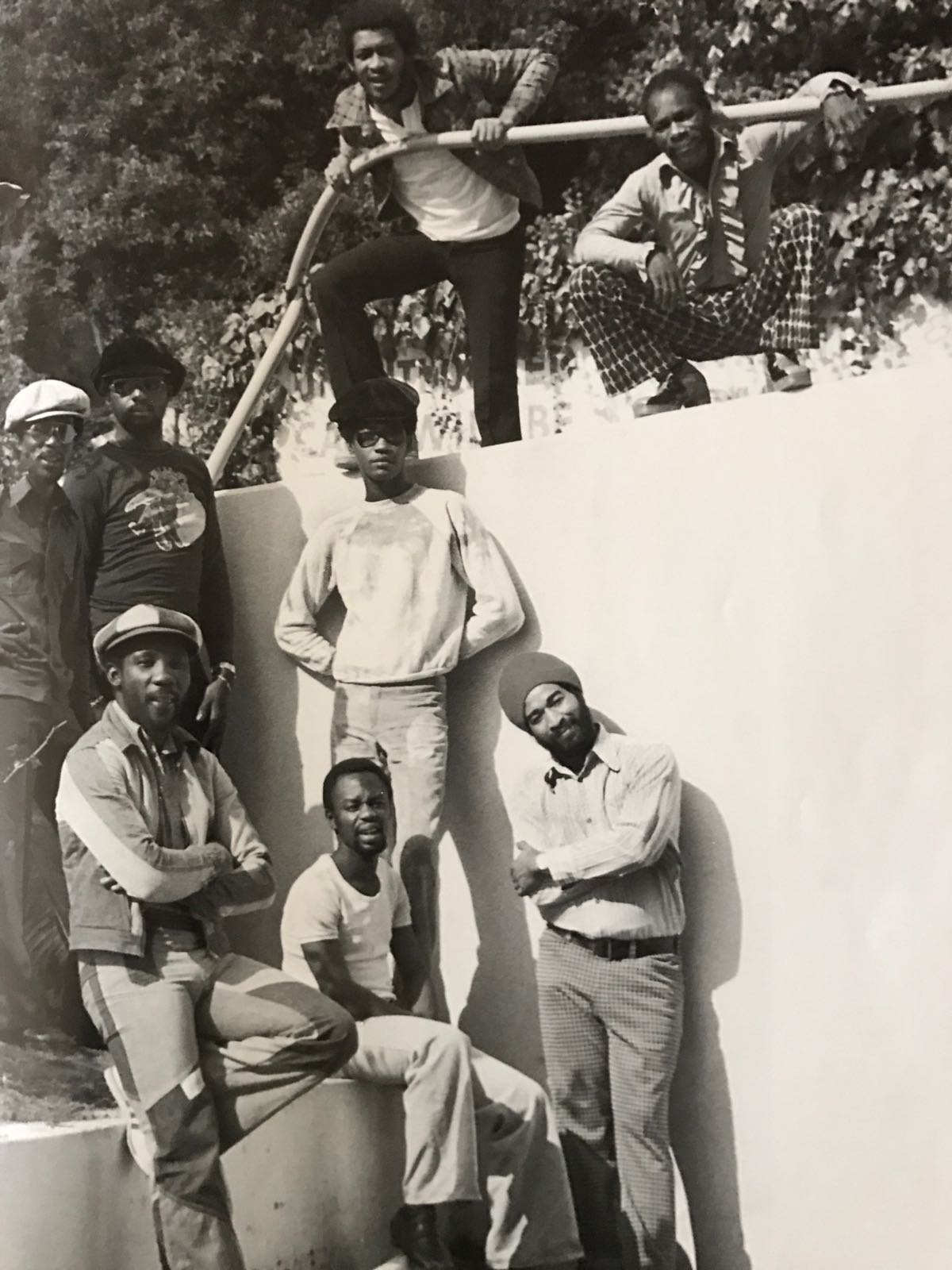
La première génération du groupe Toots and the Maytals à inclure des instrumentistes. L'ensemble du groupe incluait ses quatre principaux membres supplémentaires Jackie Jackson, Paul Douglas, Hux Brown et Radcliffe “Dougie” Bryan.

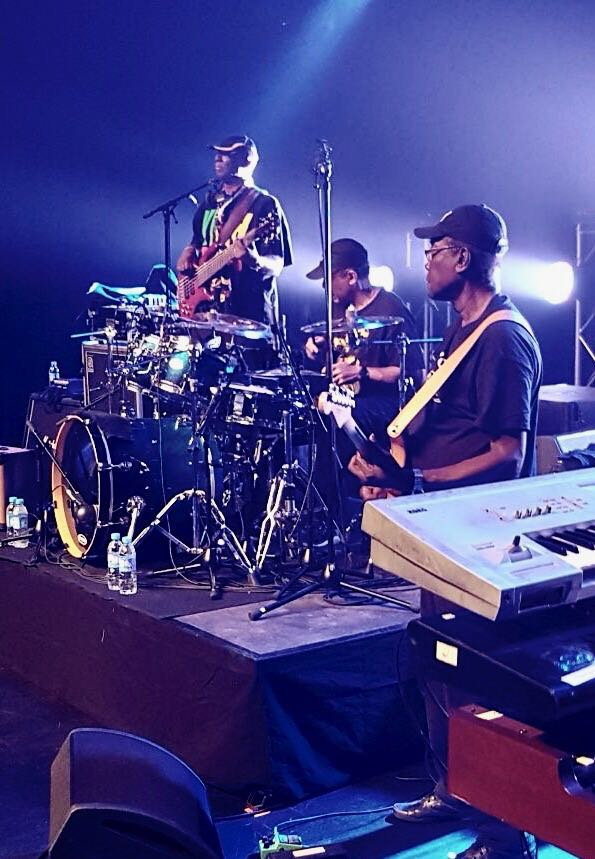
Les instrumentistes d’origine du groupe The Maytals de Toots and the Maytals à Grenoble, France en 2017

Le groupe signe son premier album, I'll Never Grow Old, avec l'aide du producteur Clement Coxsone Dodd à Studio One. Accompagnés des musiciens du groupe de Dodd, The Skatalites, l’harmonie du chant des Maytals, proche du gospel, assure leur succès, faisant de l’ombre à l’autre groupe vocal émergeant de Dodd, The Wailers. Après être restés avec Studio One pendant environ deux ans, le groupe change de studio pour réaliser des sessions pour Prince Buster avant d’enregistrer avec Byron Lee en 1966.
Avec Lee, The Maytals gagnent leur première compétition de chanson populaire lors du Festival de l’Indépendance de la Jamaïque, avec leur chanson originale Bam Bam (plus tard reprise dans un style dancehall par Sister Nancy, et aussi par Yellowman en 1982),,. La carrière du groupe est interrompue à la fin de l’année 1966, Hibbert étant emprisonné pendant 18 mois pour possession de marijuana,.  
À sa libération en 1967, The Maytals commencent à travailler avec le producteur sino-jamaïcain Leslie Kong, une collaboration qui donne lieu à une série de tubes entre la fin des années 1960 et le début des années 1970. Ces tubes incluent Do the Reggay, sorti en 1968, qui fut la première chanson à utiliser le mot « reggae » et donna son nom au genre en voie de développement à l’époque.

Le dictionnaire Larousse définit le reggae de la façon suivante: 
Musique populaire jamaïcaine née, à la fin des années 1960, de la fusion du ska et des rythmes calypso venus de la Trinité avec le blues et le rock and roll nord-américain, et caractérisée par un rythme binaire syncopé avec le décalage du temps fort. Le genre se métamorphose en reggae, un terme que l'on doit à Frederic Toots Hibbert, compositeur en 1967 de Do the Reggay.
The Maytals sont à l’origine de certains des plus grands tubes dans l’histoire du reggae, parmi lesquels Pressure Drop, Sweet and Dandy et 54-46 (That’s My Number), gagnant du concours de chanson populaire du Festival de l’Indépendance de la Jamaïque en 1969.

### Les années 1970
En 1970, Monkey Man devient le premier tube international du groupe. En 1971, ils signent un contrat d’enregistrement avec Island Records de Chris Blackwell, étant devenus le plus grand groupe de l’île et des stars internationales.
En 1972, le groupe remporte pour la troisième fois la compétition de chanson populaire du Festival de l’Indépendance de la Jamaïque avec Pomps and Pride. Le groupe apparaît également deux fois sur la bande originale de The Harder They Come, le film de 1972 avec Jimmy Cliff en vedette. Cette bande originale fut classée parmi les 10 meilleures de tous les temps par le magazine Vanity Fair.
Après la mort de Kong en 1971, le groupe continue d’enregistrer avec l’ancien ingénieur du son de Kong, Warrick Lyn. Ils renouent avec le producteur Byron Lee qui les renomme Toots & The Maytals. Le groupe sort trois albums à succès produits par Lyn et Chris Blackwell. Ils connaissent des succès internationaux avec Funky Kingston en 1973 et Reggae Got Soul en 1975. Le premier album de Toots and the Maytals distribué par Island Records est Funky Kingston. Le critique musical Lester Bangs décrivit l'album dans Stereo Review comme « la perfection, l'ensemble le plus passionnant et diversifié de chansons de reggae par un artiste... » Chris Blackwell a entretenu un fort engagement envers Toots and the Maytals. Il a dit que « Je connais Toots depuis plus longtemps que n’importe qui - bien plus longtemps que Bob (Bob Marley). Toots est un des êtres humains les plus purs que j’ai rencontré dans ma vie, pur presque à l’excès. »
Après la sortie de Reggae Got Soul, Toots & The Maytals font la première partie de The Who sur leur tournée nord-américaine de 1975-1976.
Le 1er octobre 1975, leur concert au The Roxy Theatre de Los Angeles est retransmis en direct sur KMET-FM. L'enregistrement du concert a été mis en vente sous la forme d'un album intitulé Sailin' On par Klondike Records.
Les compositions de Toots & The Maytals connaissent un regain de popularité entre 1978 et 1980 pendant la période de relance du reggae punk et ska en Grande-Bretagne, lorsque The Specials reprennent Monkey Man sur leur premier album en 1979 et que The Clash reprend le tube du groupe Pressure Drop. Pendant cette période Toots & The Maytals sont également cités dans les paroles de la chanson de Bob Marley & The Wailers, Punky Reggae Party : "The Wailers seront là, The Damned, The Jam, The Clash, The Maytals seront là, Dr Feelgood aussi".

### Les années 1980
Livre Guinness des Records
Le 29 septembre 1980, le groupe enregistre, presse et distribue aux disquaires un nouvel album (Toots Live) en l’espace de 24 heures dans l’espoir de rentrer dans le Livre Guinness des Records. Un concert fut enregistré sur des bobines de 50 millimètres et une cassette analogique de 24 pistes puis amené en vitesse en camionnette à des ingénieurs du son. Après avoir décidé du nombre de disques à presser, la pochette du disque fut rapidement créée et envoyée aux imprimeurs. Les masters, les étiquettes et les couvertures extérieures de l’album furent ensuite envoyées au plus vite à l’usine Gedmel près de Leicester, et le produit fini fut assemblé et livré à Coventry, où le groupe jouait le lendemain, atteignant ainsi avec succès le délai de 24 heures. À cause d’un oubli de la maison de disques, le record ne fut pas homologué par le Livre Guinness des records.
Rob Bell d’Island Records déclara : « Malheureusement, le record ne fut pas inclus dans le Livre Guinness des Records car il est règlementaire de les prévenir que l’événement va avoir lieu et personne à Island ne les avait informés du projet ! ».
Le record pour « plus rapide sortie d’album » ne fut officiellement publié dans le Livre Guinness des Records que 28 ans plus tard lorsque Vollgas Kompanie en réclama l’honneur en 2008 pour l’enregistrement et la sortie de leur album « Live » en 24 heures – réalisant ainsi dans le même intervalle de temps que Toots and The Maytals l’avaient fait pour Toots Live en 1980, l’enregistrement, la presse et la distribution de leur album.
Le groupe se sépare après la sortie en 1981 de l’album Knockout. En 1982, le titre de Toots & The Maytals Beautiful Woman atteint la première place en Nouvelle-Zélande.
Hibbert continua d’enregistrer en solo pendant les années 1980.

### Les années 1990

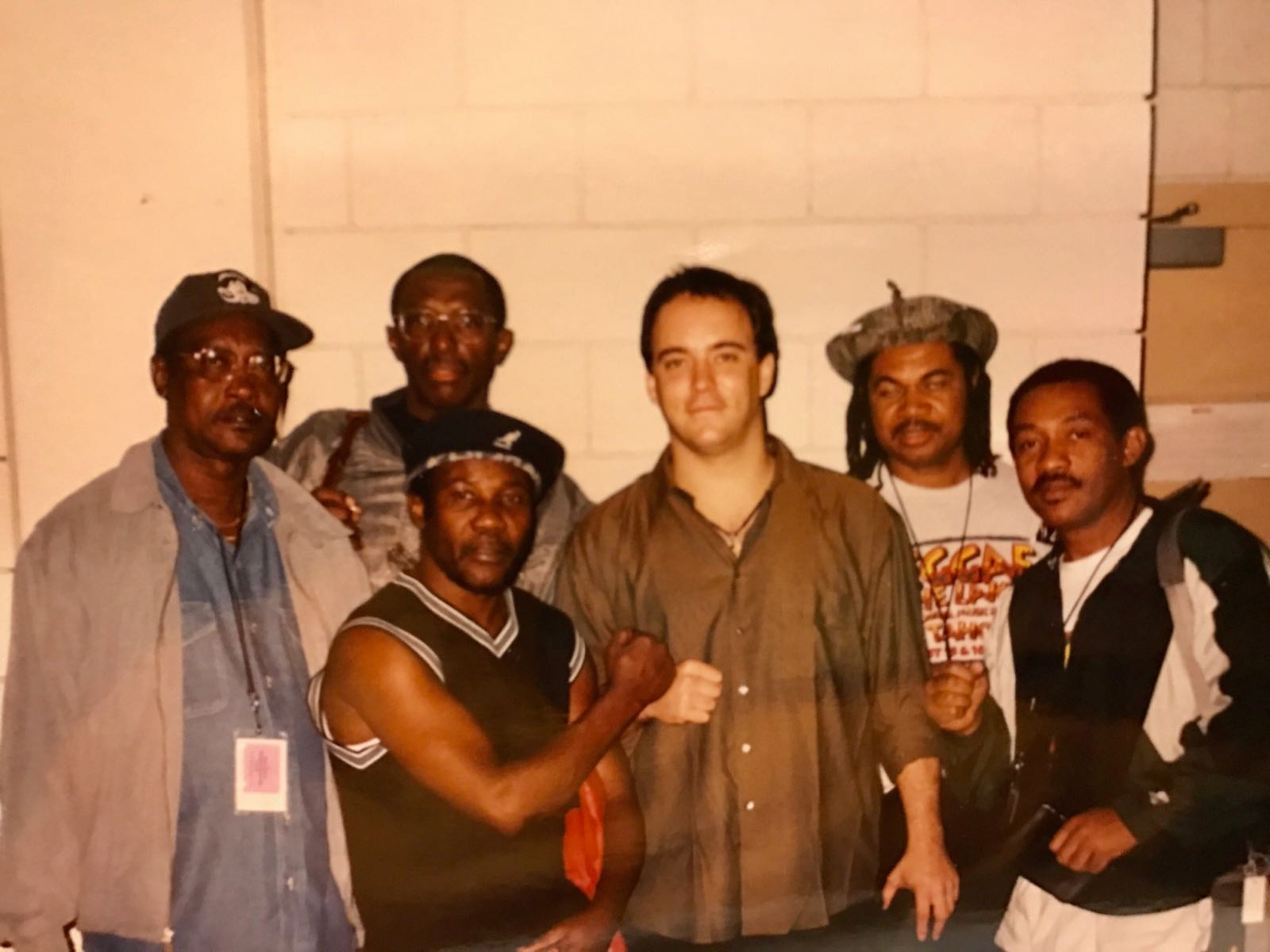
Toots & the Maytals avec Dave Matthews pendant la tournée 1998

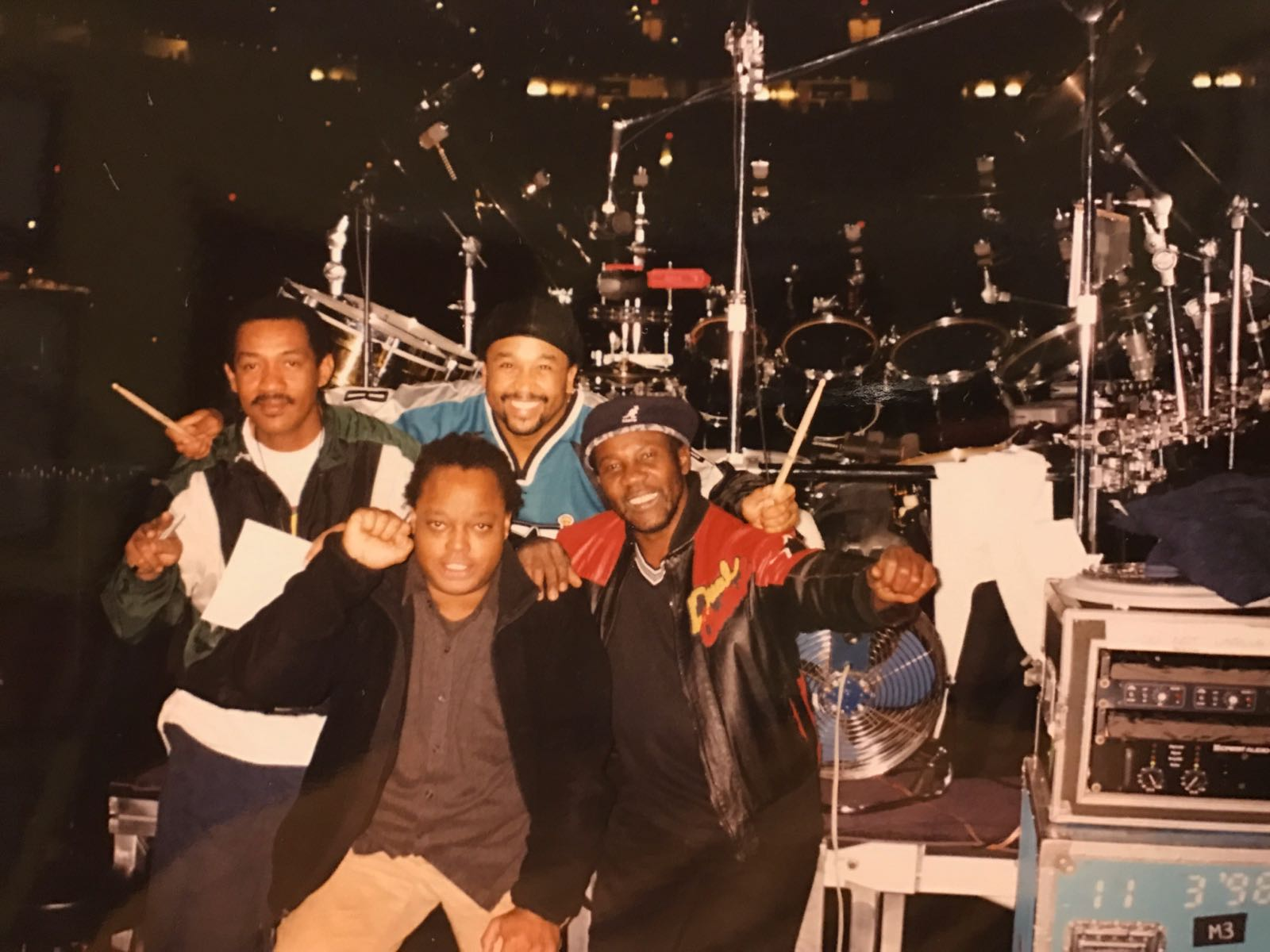
Des membres du groupe Toots & the Maytals et Dave Matthews Band pendant la tournée 1998. Paul Douglas (à gauche), Carter Beauford (derrière), LeRoi Moore (devant), Toots Hibbert (à droite).

Au début des années 1990 de nouveaux musiciens formèrent The Maytals et le groupe continua de faire des tournées et enregistrer avec succès, avec deux apparitions au Reggae Sunsplash au milieu des années 1990,.

### Les années 2000

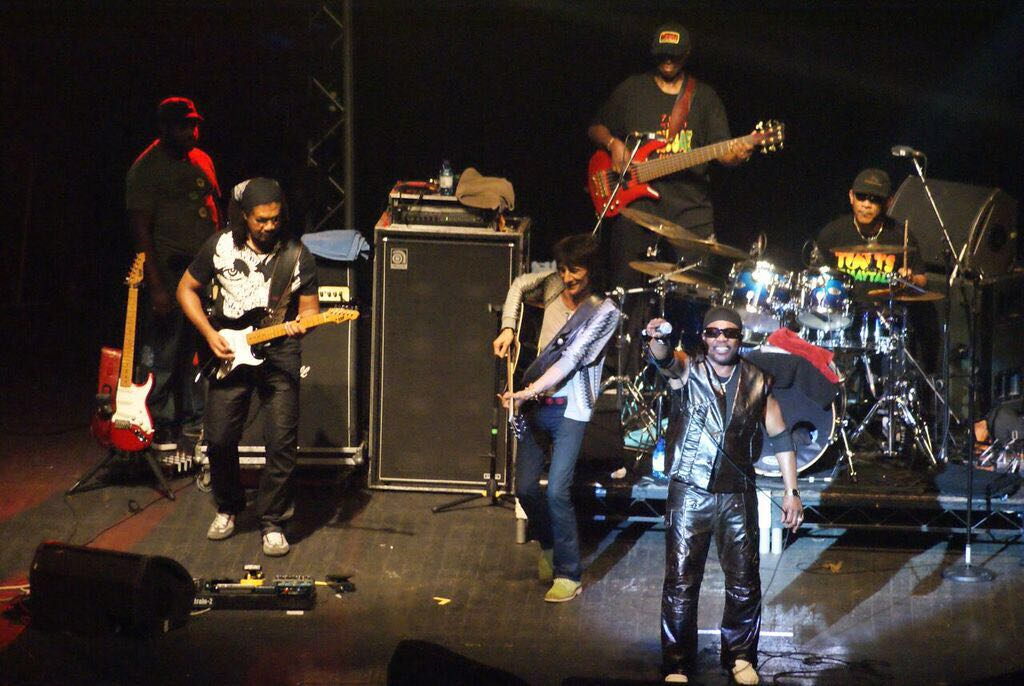
Toots and the Maytals avec Ronnie Wood (The Rolling Stones)

Le 3 avril 2004, Jack Johnson et Ben Harper ont joué avec Toots and the Maytals dans Saturday Night Live (saison 29, épisode 16), un épisode avec Donald Trump comme invité principal,.
En 2004, le groupe sort True Love , un album de nouveaux enregistrements de leurs premiers tubes en collaboration avec de nombreux invités comme Bonnie Raitt, Willie Nelson, Eric Clapton, Keith Richards, Trey Anastasio, The Roots, Shaggy, Jeff Beck, Gwen Stefani / No Doubt, Ben Harper, Manu Chao, Ryan Adams, Toots Hibbert, Paul Douglas, Jackie Jackson, Ken Boothe, et The Skatalites. L’album remporte cette même année le Grammy Award du meilleur album reggae.
En 2006, ils enregistrent une version reggae/ska du titre de Radiohead Let Down pour l'album hommage Radiodread du groupe Easy Star All-Stars. L’album est une reprise chanson par chanson de l’album OK Computer du groupe de rock anglais en reggae, dub et ska.
En août 2007, Toots & The Maytals sortent Light Your Light, qui comprend des arrangements de chansons plus anciennes comme “Johnny Cool Man”, ainsi que de nouveaux titres. L’album fut nommé en 2008 pour un Grammy dans la catégorie meilleur album reggae.
Toots & The Maytals détiennent le record actuel de tubes numéros un en Jamaïque avec un total de trente-et-un.
En mars 2009, il a été annoncé que Toots & The Maytals joueraient aux côtés d’Amy Winehouse, pour les 50 ans de leur label commun Island Records. Winehouse avait repris le titre du groupe Monkey Man et le groupe était censé jouer avec elle au Shepherds Bush Empire à Londres le 31 mai 2009. Cependant, la performance de Winehouse fut annulée et à la place Toots & The Maytals jouèrent à Bush Hall, une salle plus intime, devant un public de fans.

### Les années 2010

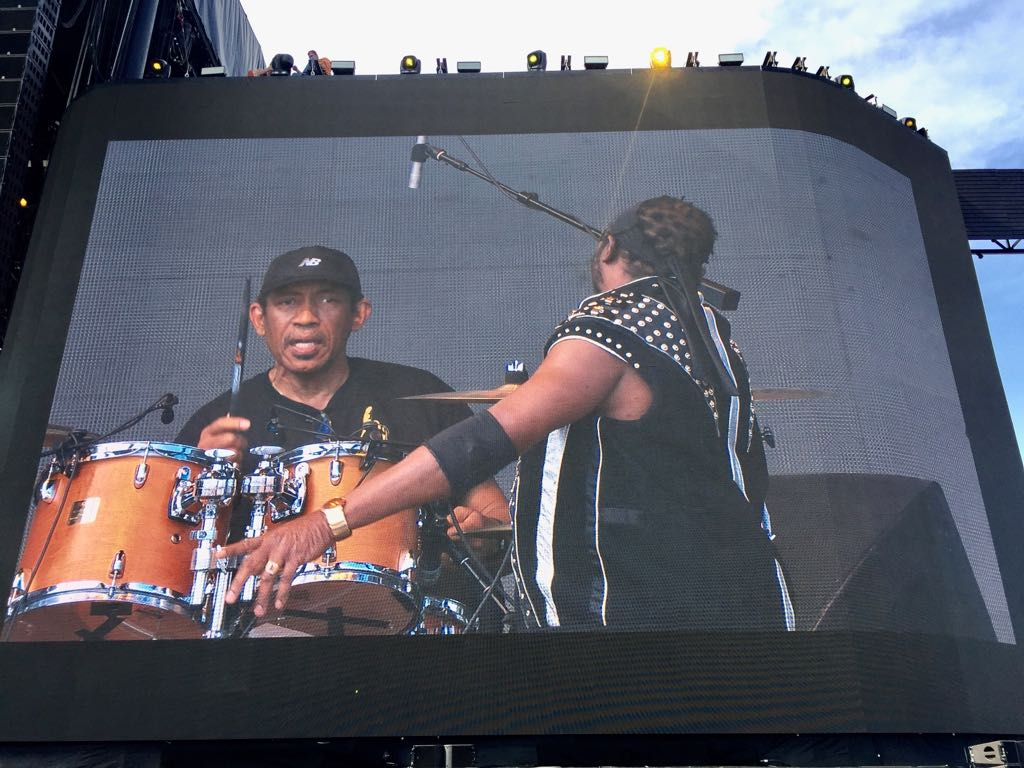
Toots and the Maytals au festival Coachella en 2017

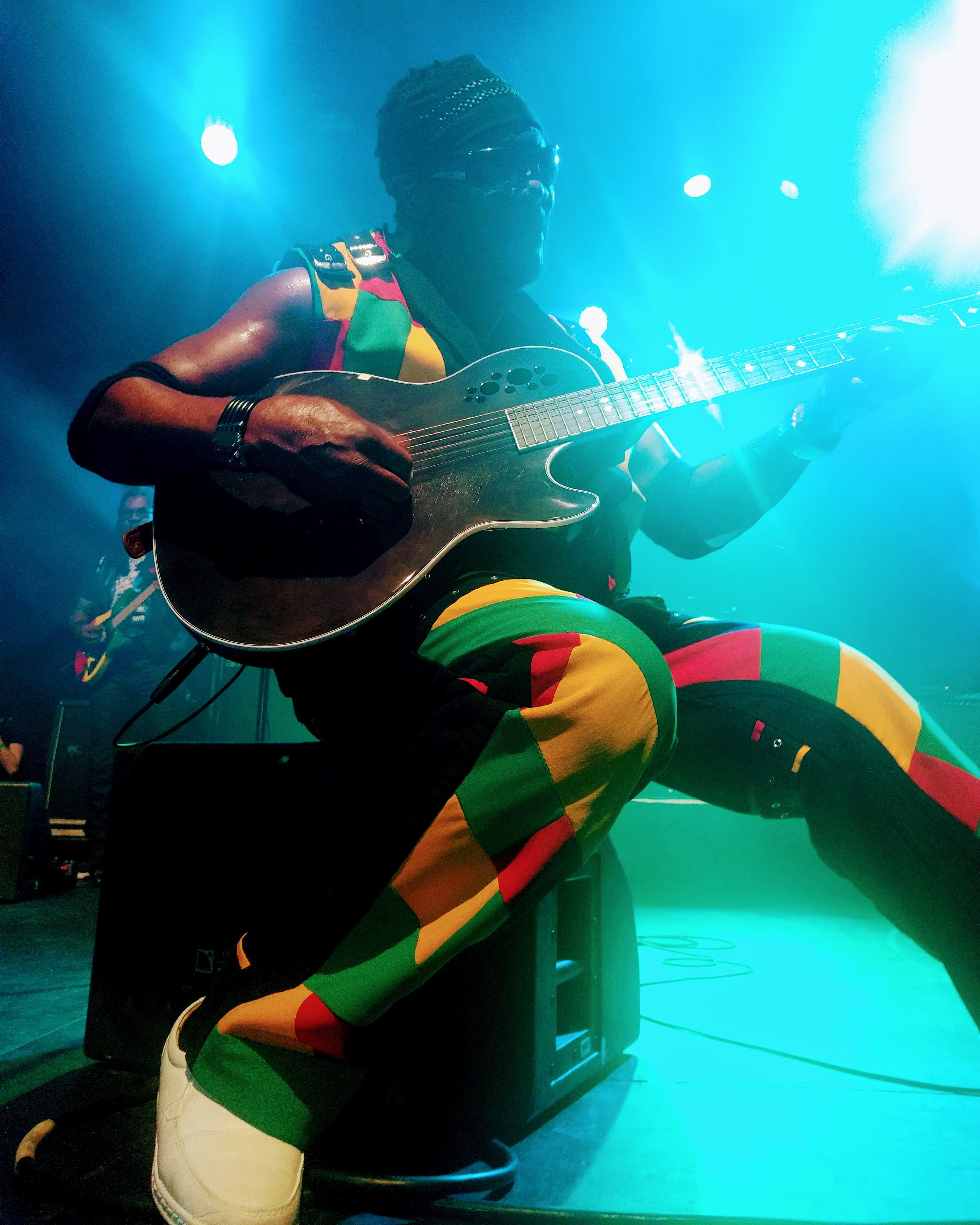
"Toots" Hibbert à La Cigale, Paris, en 2017

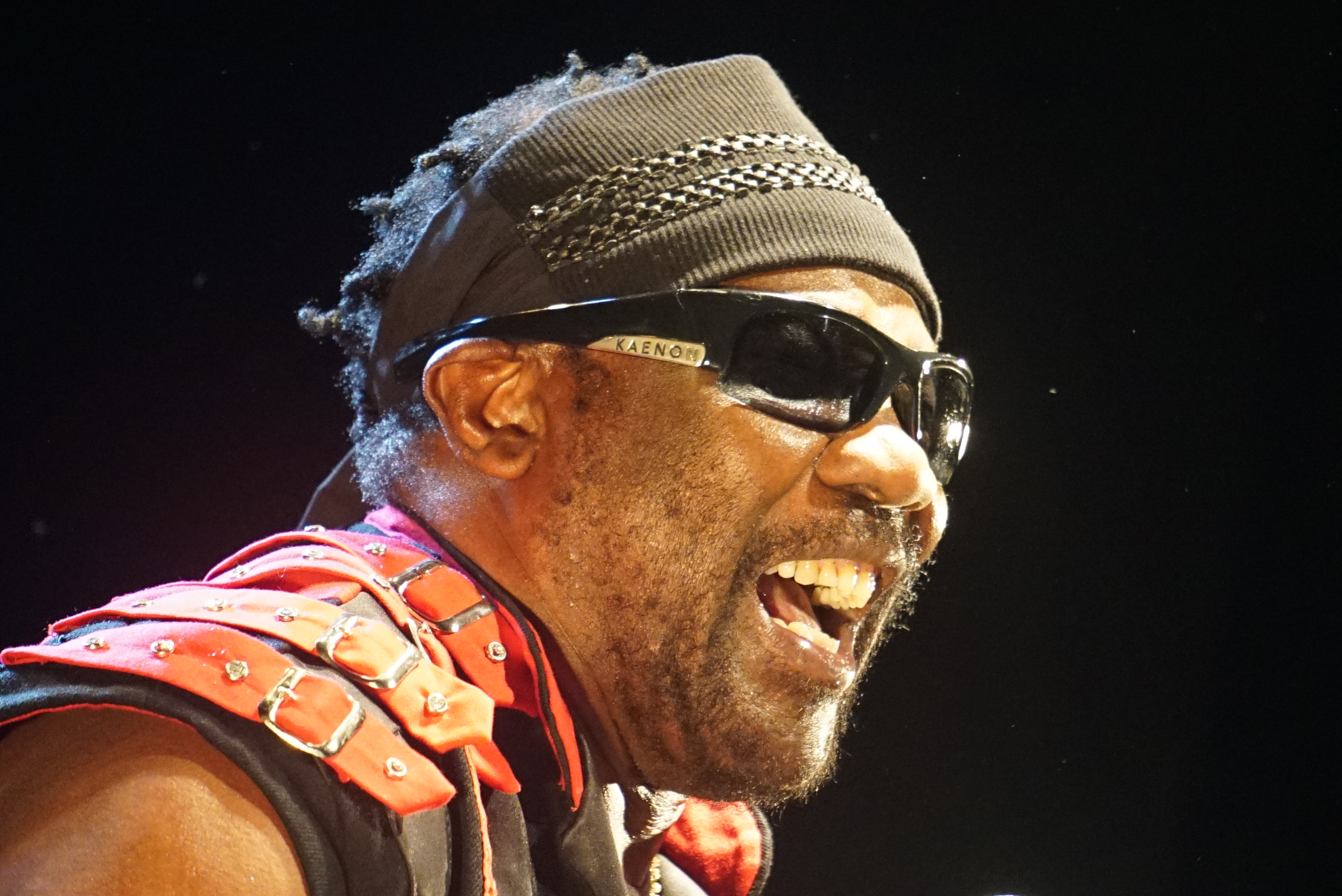
En 2017

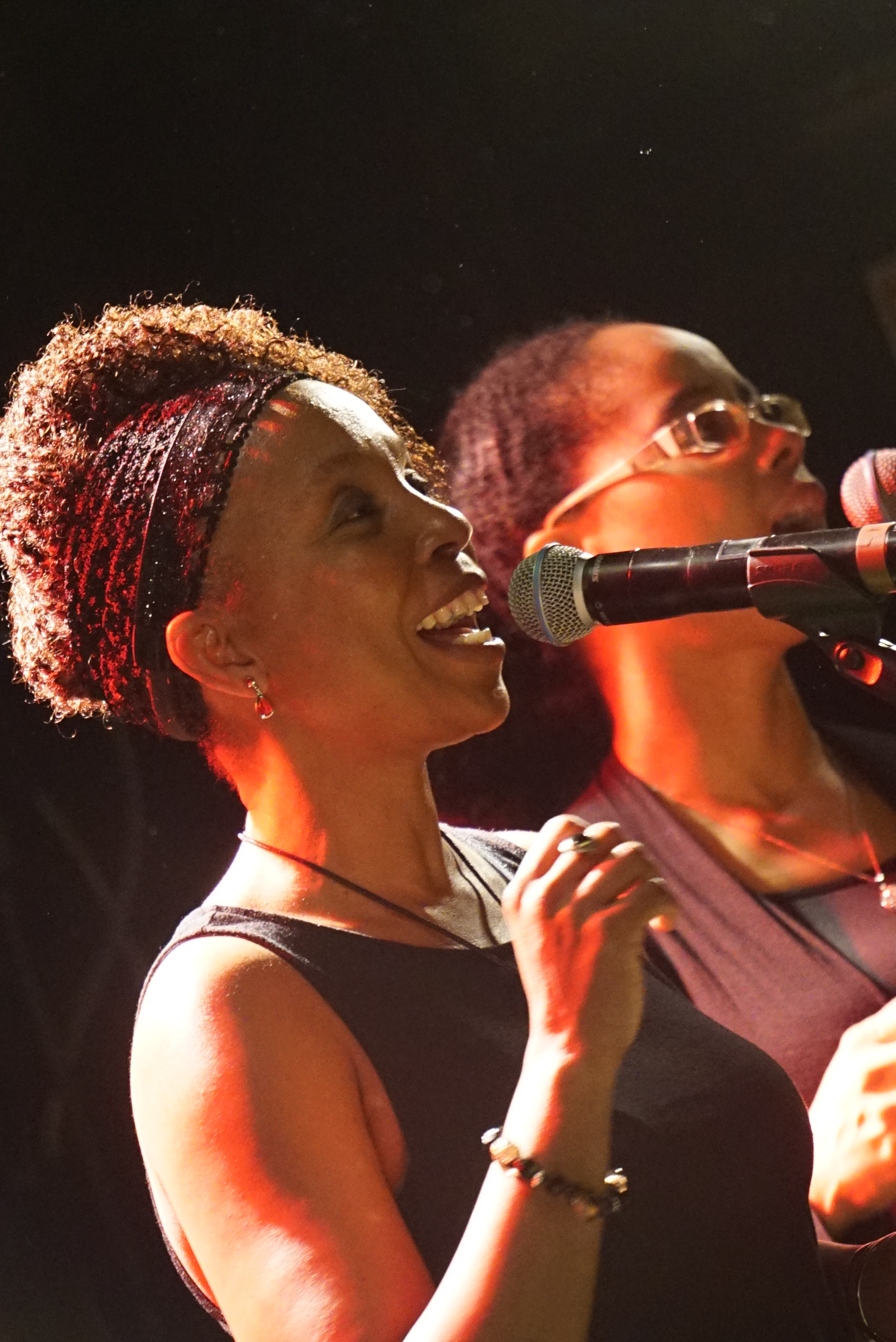
Les choristes

Le groupe apparaît dans le documentaire Reggae Got Soul: The Story of Toots and the Maytals / Le reggae a de l’âme: l’histoire de Toots and the Maytals, produit en 2011 par la BBC, et décrit comme “l’histoire jamais racontée de l’un des artistes les plus influents à avoir jamais émergé de Jamaïque”,. Le documentaire inclut Marcia Griffiths, Jimmy Cliff, Bonnie Raitt, Eric Clapton, Keith Richards, Willie Nelson, Anthony DeCurtis, Ziggy Marley, Chris Blackwell, Paolo Nutini, Paul Douglas, Sly Dunbar, Robbie Shakespeare, et Toots Hibbert,.
En 2012, l’album en public Unplugged on Strawberry Hill rapporte à Hibbert sa cinquième nomination pour un Grammy.
En mai 2013, Hibbert est blessé à la tête sur scène avec une bouteille de vodka d’1,75 L lors d’un concert à Richmond en Virginie pendant un festival. Ses blessures provoquent une commotion et nécessitent six agrafes. Après l’agression, le chanteur annule tous les concerts suivants, se justifiant par une peur de son public et le fait qu’il ne se sente plus en sécurité lors de ses spectacles.
En 2015, le magazine Vogue a classé la chanson 54-46 Was My Number de Toots and the Maytals parmi leurs « 15 chansons Reggae Roots que vous devriez connaître »; et dans une interview avec Patricia Chin de VP Records, Vogue a classé le groupe dans une liste restreinte des premières « Royautés reggae » enregistrées au Studio 17 de Kingston, Jamaïque qui comprenait Bob Marley, Peter Tosh, Gregory Isaacs, Dennis Brown, Burning Spear, Toots and the Maytals, The Heptones, et Bunny Wailer,.
Toots and the Maytals ont été cités comme inspiration par d'autres musiciens quand il s'agit de la longévité de carrière. L'artiste jamaïcain Sean Paul explique ceci en disant: « J'ai vu des gens formidables dans ce métier, vous savez, des gens comme Toots... Toots and the Maytals. Toots, c'est un grand artiste de reggae et il est toujours actif... Il est là depuis des années et il est actif. Ce genre d'artistes m'inspire. Je sais que je vais continuer à faire de la musique aussi longtemps que je peux. »
En 2016 Toots and The Maytals ont annoncé un retour sur scène avec leur première tournée en 3 ans, et le 15 juin à The Observatory North Park à San Diego le groupe est remonté sur scène pour la première fois depuis 2013.
En 2017, Toots and the Maytals sont devenus le deuxième groupe de reggae à jouer au festival Coachella, après Chronixx en 2016,,.
Le 24 juin 2017 au Glastonbury Festival, le passage de Toots and the Maytals était prévu pour 17h30, avec une diffusion en direct d'extraits par la chaîne BBC Four. La BBC n'ayant pas diffusé les extraits attendus, le commentateur de la BBC Mark Radcliffe s'est excusé en leur nom en disant « Si vous attendiez Toots and the Maytals - et, franchement, nous attendions tous - il me semble qu'ils étaient "à l'heure jamaïcaine" ou quelque chose comme ça parce qu'ils ne sont pas arrivés à temps sur scène. » Le groupe a été reprogrammé pour minuit, et tous les autres artistes ont été décalés d'une heure,,,.
En 2017, Chris Blackwell, fondateur du label Island Records qui a signé Bob Marley (Bob Marley and the Wailers) ainsi que Toots Hibbert (Toots and the Maytals), a soumis aux studios Universal Music et Studiocanal son souhait de créer une série TV qui montre la naissance du reggae et la progression de l’industrie musicale jamaïcaine depuis l’indépendance du pays en 1962.
Le 25 juillet 2018, Toots and the Maytals ont joué leur nouvelle chanson Marley, un hommage à Bob Marley, en public pour la première fois lors de The Tonight Show Starring Jimmy Fallon,.
Le 26 juillet 2018, le magazine Rolling Stone s'est associé à YouTube Music pour The Rolling Stone Relaunch, célébrant la refonte du magazine et du site web, le récent lancement de YouTube Music, et le début d'un partenariat entre Rolling Stone et YouTube Music pour la fourniture de contenus numériques exclusifs. L'événement, tenu à Brooklyn, a accueilli 500 initiés de l'industrie de la musique et présenté une performance musicale de Shawn Mendes. La soirée s'est terminée par une performance spéciale par Toots and the Maytals, dont le chanteur Toots Hibbert a été nommé par Rolling Stone comme un des 100 plus grands chanteurs. Le concert a été filmé pour la série nommée aux Emmy Awards Live from the Artists Den,
En août 2020, Toots Hibbert est admis en soins intensifs à l'hôpital, puis plongé dans un coma artificiel, à la suite de « complications respiratoires » et d'une suspicion de Covid-19, dont il meurt le 11 septembre 2020. Il donnait encore des concerts en janvier 2020 et venait tout juste de sortir un album, Got to be Tough, qui signait le retour attendu du mythique groupe Toots and The Maytals, qui de facto n'aura jamais lieu.

## Discographie
- I'll Never Grow Old (R&B 1964)

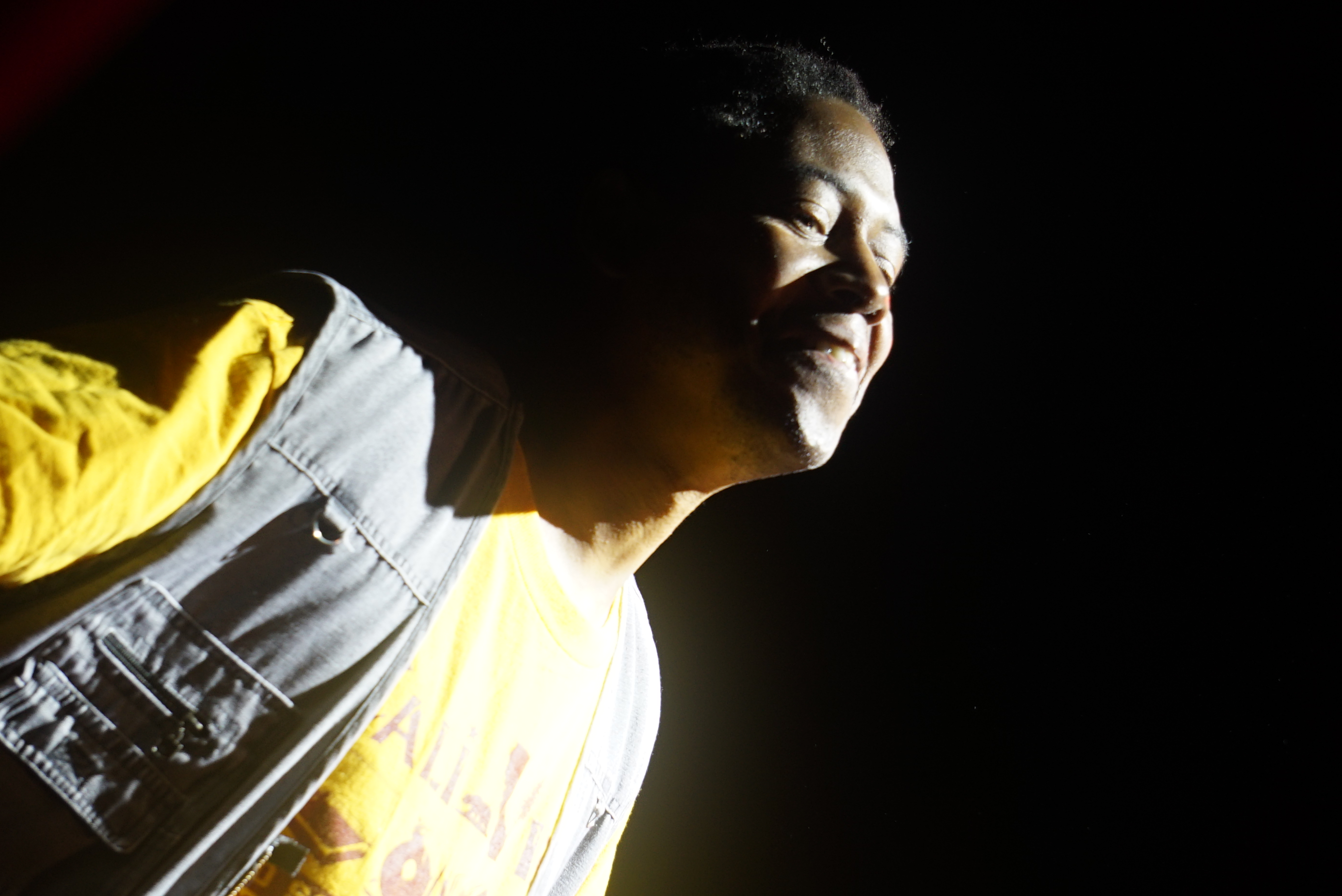

- The Sensational Maytals (Dynamic 1965)
- Sweet And Dandy (Beverleys 1968)
- From the Roots (Trojan 1970)
- Monkey Man (Trojan 1970)
- The Maytals Greatest Hits (Beverleys  1971)
- Slatyam Stoot (Dynamic 1972)
- Funky Kingston (Mango 1973)
- In the Dark (Trojan 1974)
- Original Golden Oldies Vol.3 (Prince Buster 1974)
- Roots Reggae (Dynamic Sounds 1974)
- Reggae Got Soul (Mango 1976)
- Toots Presents the Maytals (Chin Randy's 1977)
- Pass the Pipe (ILPS 1979)
- Pressure Drop (Best of) (Trojan 1979)
- Just Like That (ILPS 1980)
- Toots "Live" (ILPS 1980)
- Dance The Ska  Vol. II (EMI 1980)
- Knock Out! (Mango 1981)
- "Live" at Reggae Sunsplash (Sunsplash Record 1983)
- Reggae Greats (Mango 1984)
- Toots In Memphis (Mango 1988)
- Do The Reggae 1966-70 (Attack 1988)
- An Hour Live (Genes 1990)
- Life Could Be a Dream (Studio One 1992)
- Bla.Bla.Bla. (Esoldun 1993)
- Don't Trouble (Reggae Best 1995)
- Experience (Ezperience 1995)
- Roots Reggae (Rhino 1995)
- Time Tough: The Anthology (Island 1996)
- Recoup (Alla Son 1997)
- The Very Best Of Toots And The Maytals (Music Club 1997)
- That's My Number (Orange Street 1998)
- Ska Father (Artista Only! 1998)
- Live in London (Trojan 1999)
- Jamaican Monkey Man (Trojan 1999)
- Monkey Man / From the Roots (Trojan 1999)
- Ska to Reggae (The Sensational Maytals / Slatyam Stoot) (Rhino 1999)
- The Originals (Charly 1999)
- 20 Massive Hits (Metro 2000)
- The Very Best of (Island 2000)
- Broadway Jungle: The Best of Toots and the Maytals 1968-1973 (Trojan 2001)
- The Millenium Collection (MCA 2001)
- The Maytals (Dressed To Kill 2001)
- 54-46 That's My Number (Sanctuary/Trojan 2001)
- Fever (Dressed To Kill 2001)
- Reggae Collection (Universal/Spectrum 2002)
- World is Turning (D&F Records 2003)
- Funky Kingston / In the Dark (Deluxe Pack) (Def Jam 2003)
- Monkey Man (Trojan 2003)
- Sweet and Dandy (Trojan 2003)
- From the Roots (remastered) (Sanctuary/Trojan 2003)
- True Love (V2 / BMG 2004)
- Toots « Live » (Remastered w/bonus tracks) (Island  2004)
- Rhythm Kings (Delta 2005)
- Pressure Drop - The Definitive Collection (Sanctuary/Trojan 2005)
- Roots Reggae (The Classic Jamaican Albums) (Trojan 2005), coffret 6 CD
- World Is Turning (XIII Bis 2005)
- Light Your Light (Concord 2007)
- Adieu Haïti duo avec Raphael (EMI 2008)
- Flip and Twist (D&F Music 2010)

## Récompenses
- 1981 Toots Live! nommé pour un Grammy Award

- 1989 Toots in Memphis nommé pour un Grammy Award du Meilleur Album Reggae de l’Année[41]

- 1998 Ska Father nommé pour un Grammy Award du Meilleur Album Reggae de l’Année

- 2004 True Love Grammy Award du Meilleur Album Reggae de l’Année

- 2010 Toots Hibbert cité comme un des 100 Plus Grands Chanteurs par le magazine Rolling Stone[1]

- 2013 Reggae Got Soul: Unplugged On Strawberry Hill nommé pour un Grammy Award du Meilleur Album Reggae de l’Année[22]

- Détenteur du record du plus grand nombre de titres classés numéro un en Jamaïque (31 chansons)[17]

## Musées et expositions
En 2017, Toots and the Maytals ont fait partie de l’exposition Jamaica Jamaica ! à la Philharmonie de Paris pour leur importance dans le développement de musique reggae,.

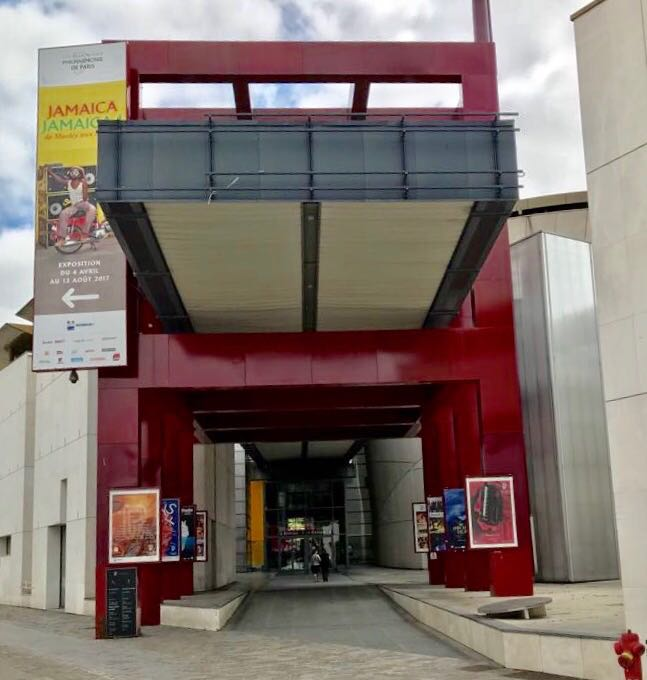
Philharmonie de Paris
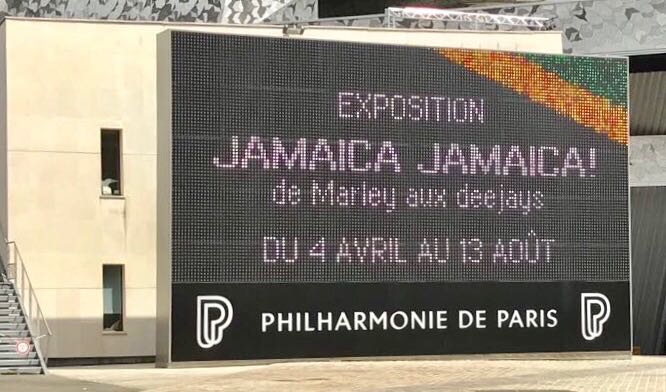
Philharmonie de Paris - Jamaica Jamaica!